# Ерёменко, Сергей Алексеевич
Сергей Алексеевич Ерёменко (фин. Sergei Eremenko; 6 января 1999, Ростов-на-Дону) — финский и российский футболист, полузащитник. Родом из футбольной семьи: сын Алексея Ерёменко-старшего, младший брат Романа Ерёменко и Алексея Ерёменко-младшего.

## Клубная карьера
Дебютировал в большом футболе в 15 лет в команде «Яро», которой руководил его отец: 6 июля 2014 года на 78-й минуте матча чемпионата Финляндии против ВПС вышел на замену Маркусу Кронхольму. Дебют юниора состоялся из-за нехватки здоровых игроков в команде.
28 февраля 2015 года в матче Кубка лиги против клуба СИК (3:4) забил свои первые голы во взрослом футболе, отметившись дублем. В сезоне 2015 года сыграл 19 матчей и забил 2 гола. В Финляндии считалось, что Сергей постоянно выходит на поле только из-за должности отца. На это Еремёнко-старший отвечал, что сын выглядит не хуже возрастных партнеров.
В августе 2016 года перешёл в «Базель». Выступал за юношескую команду «Базеля» в молодёжном первенстве и Юношеской лиге УЕФА, а также фарм-клуб «Базель II», играющий в третьей лиге Швейцарии. В 2016 году был номинирован на премию Golden Boy, наряду с такими игроками, как Джанлуиджи Доннарумма, Ренату Санчеш, Эмре Мор и другими.
5 февраля 2018 года московский «Спартак» объявил о переходе на правах аренды Ерёменко из юрмальского «Спартака». Арендное соглашение с игроком рассчитано до 31 декабря 2018 года. В трансферное окно латвийский клуб выкупил права на Ерёменко у «Базеля». Одной из версий такого оформления перехода указывается уменьшение суммы компенсации, полагающейся клубу «Яро» — агентом Ерёменко и совладельцем юрмальского «Спартака» является близкий знакомый бывшего главного тренера московского «Спартака» Массимо Карреры Марко Трабукки.
В «Спартаке» Ерёменко стал выступать за молодёжный и второй составы клуба. 11 апреля 2018 года дебютировал за «Спартак-2» в ФНЛ, выйдя на замену на 76-й минуте в домашней встрече против «Томи» (2:1). 31 декабря 2018 года после окончания аренды покинул московский «Спартак».
25 января 2019 года на правах аренды перешел в финский клуб СИК, арендное соглашение рассчитано до 31 декабря 2019. Летом 2019 года вернулся в юрмальский клуб и дебютировал в его составе в играх чемпионата Латвии. Всего за латвийский клуб Сергей провел 24 матча за 2 сезона, в которых забил один гол и отдал одну голевую передачу.
16 октября 2020 года было объявлено о том, что полузащитник продолжит карьеру в команде «Оренбург». За клуб сыграл 1 матч в Кубке России. Также заявлен за фарм-клуб «Оренбург-2».

## Карьера в сборной
Имел опыт выступления за юношеские сборные Финляндии, однако 16 марта 2018 года Футбольная ассоциация Финляндии объявила о том, что Ерёменко отказывается от дальнейших выступлений за Финляндию, поскольку хочет играть за Россию. Заявка о смене футбольного гражданства игроком была подана в ФИФА.

## Клубная статистика
| Выступление      | Выступление      | Выступление      | Чемпионат | Чемпионат | Кубки | Кубки | Еврокубки | Еврокубки | Прочие | Прочие | Итого | Итого |
| Клуб             | Лига             | Сезон            | Игры      | Голы      | Игры  | Голы  | Игры      | Голы      | Игры   | Голы   | Игры  | Голы  |
| ---------------- | ---------------- | ---------------- | --------- | --------- | ----- | ----- | --------- | --------- | ------ | ------ | ----- | ----- |
| Яро              | Вейккауслига     | 2014             | 2         | 0         | 0     | 0     | 0         | 0         | 0      | 0      | 2     | 0     |
| Яро              | Вейккауслига     | 2015             | 19        | 2         | 3     | 2     | 0         | 0         | 0      | 0      | 22    | 4     |
| Яро              | Итого            | Итого            | 21        | 2         | 3     | 2     | 0         | 0         | 0      | 0      | 24    | 4     |
| Всего за карьеру | Всего за карьеру | Всего за карьеру | 21        | 2         | 3     | 2     | 0         | 0         | 0      | 0      | 24    | 4     |